# Tupac: Live at the House of Blues
Tupac: Live at the House of Blues представља Тупаков последњи снимљени концерт. Снимак је настао 4. јула 1996. године, а објављен је 3. октобра 2005. На албуму се налазе неке од најпознатијих Тупакових песама. Од издавања албум се продао у преко милион примерака. Такође на албуму се појављују и неки други извођачи као што су Снуп Дог, Да Дог Паунд и Ди Аутлоз. Постоји и ДВД издање које садржи снимак концерта и пет музичких спотова за песме "", "To Live & Die in LA", "Hit' Em Up", "How Do You Want It (Концертна верзија)" и "I Ain't Mad at Cha".